# Bossangoa (subprefektur)
Bossangoa är en subprefektur i Centralafrikanska republiken.   Den ligger i prefekturen Ouham, i den västra delen av landet, 260 km nordväst om huvudstaden Bangui. Antalet invånare är 38 451.
I omgivningarna runt Bossangoa växer huvudsakligen savannskog. Runt Bossangoa är det glesbefolkat, med 13 invånare per kvadratkilometer.